# Luther (singolo)
Luther è un singolo del rapper statunitense Kendrick Lamar e della cantante statunitense SZA, pubblicato il 29 novembre 2024 come terzo estratto dal sesto album in studio di Kendrick Lamar GNX.

## Descrizione
Luther è stato scritto dagli artisti con Atia Boggs e Samuel Dew e prodotto da Sounwave, Jack Antonoff, Bridgeway, M-Tech, Kamasi Washington e Rose Lilah. È un brano R&B e una «ballata romantica» accentuata da varie sezioni di corde contro battiti di 808 e hi-hat; contiene un campionamento del brano If This World Were Mine, scritta da Marvin Gaye e cantata da Luther Vandross, da cui il titolo del brano, e Cheryl Lynn.
Con una «consegna monotona», Kendrick Lamar dà il via alla «storia d'amore», confessando i suoi sentimenti per la protagonista, presumibilmente una «lavoratrice del sesso» o una «donna promiscua» incompresa. SZA interviene durante i ritornelli per riflettere dal punto di vista della donna di cui parla Lamar; il ritornello è composto da armonie tra Lamar e SZA, ma la voce di quest'ultima è più accentuata e stratificata rispetto a quella di Lamar.

## Accoglienza
Scrivendo per NME, Kyann-Sian Williams ha affermato che Luther fosse un'altra dimostrazione della «intesa scala-classifiche del duo» e ha elogiato la loro «disinvoltura» su una «ballata d'amore tradizionale». Lindsay Zoladz del The New York Times ha definito il brano un «momento tenero» e una «pausa di tre minuti» da un album altrimenti presuntuoso. Tomás Mier di Rolling Stone ha lodato Lamar per avere «migliorato le sue capacità canore» prima di essere raggiunto da SZA.

## Successo commerciale
Negli Stati Uniti, Luther ha debuttato alla terza posizione della Billboard Hot 100 nella settimana del 7 dicembre 2024. Il 9 febbraio 2025 Kendrick Lamar si è esibito come artista principale in occasione dell'halftime show della 59ª edizione del Super Bowl, durante il quale ha eseguito diversi brani del suo repertorio, portando sul palco anche SZA in qualità di artista ospite. La settimana seguente, infatti, molti brani di Lamar, tra cui Luther, hanno guadagnato posizioni nella Hot 100 statunitense, trainati da un aumento delle riproduzioni streaming a seguito dell'esibizione al Super Bowl. In particolare, il suo precedente singolo Not like Us è tornato alla vetta della classifica, mentre Luther ha raggiunto la seconda posizione, segnando un suo nuovo picco personale. La settimana successiva, coincidente con la pubblicazione del 1° marzo 2025, Luther è salito alla prima posizione della classifica, diventando la sesta numero uno di Lamar (di cui 4 ottenute in undici mesi) e la terza per SZA. Il risultato è stato possibile grazie a 6 000 download digitali venduti, 45,2 milioni di streaming e 46,7 milioni di audience radiofonica.
Alla pubblicazione del 3 maggio 2025, Luther è rimasto in vetta alla Billboard Hot 100 per 10 settimane consecutive divenendo il primo brano realizzato da un uomo e una donna come artisti solisti, senza altri collaboratori, a raggiungere questo traguardo e superando il precedente record di 9 settimane detenuto da Endless Love di Diana Ross e Lionel Richie. Il brano è rimasto in vetta per ulteriori tre settimane consecutive, totalizzando 13 settimane in vetta alla classifica statunitense.

## Classifiche
| Classifica (2024-25) | Posizione massima |
| -------------------- | ----------------- |
| Arabia Saudita       | 12                |
| Australia            | 2                 |
| Austria              | 22                |
| Belgio (Fiandre)     | 50                |
| Belgio (Vallonia)    | 42                |
| Bielorussia          | 48                |
| Canada               | 2                 |
| Corea del Sud        | 27                |
| Danimarca            | 17                |
| Emirati Arabi Uniti  | 4                 |
| Filippine            | 1                 |
| Francia              | 45                |
| Germania             | 24                |
| Giamaica             | 2                 |
| Hong Kong            | 10                |
| India                | 4                 |
| Indonesia            | 15                |
| Irlanda              | 7                 |
| Islanda              | 8                 |
| Israele              | 41                |
| Italia               | 67                |
| Kazakistan           | 20                |
| Lettonia             | 7                 |
| Libano               | 11                |
| Lituania             | 5                 |
| Lussemburgo          | 10                |
| Malaysia             | 5                 |
| Medio Oriente        | 4                 |
| Norvegia             | 22                |
| Nuova Zelanda        | 1                 |
| Paesi Bassi          | 20                |
| Polonia              | 40                |
| Portogallo           | 4                 |
| Regno Unito          | 4                 |
| Repubblica Ceca      | 62                |
| Slovacchia           | 27                |
| Russia               | 25                |
| Singapore            | 1                 |
| Slovacchia           | 46                |
| Spagna               | 75                |
| Stati Uniti          | 1                 |
| Sudafrica            | 1                 |
| Svezia               | 21                |
| Svizzera             | 16                |
| Taiwan               | 7                 |
| Vietnam              | 14                |